# Cirilo Villaverde
Cirilo Villaverde (Pinar del Río, 28 ottobre 1812 – New York, 24 ottobre 1894) è stato uno scrittore cubano.
Autore dei romanzi Teresa (1839), La cruz negra (1839) e Dos Amores (1858), fu patriota e venne più volte imprigionato, prima della fuga a New York.